# Evergestis nolentis
Evergestis nolentis is een vlinder uit de familie van de grasmotten (Crambidae). De wetenschappelijke naam van de soort is voor het eerst gepubliceerd in 1940 door Carl Heinrich.
De soort komt voor in de Verenigde Staten.